# Panajewsk
Panajewsk (ros. Панаевск) – osiedle w Rosji, w Jamalsko-Nienieckim Okręgu Autonomicznym, w rejonie jamalskim. W 2010 liczyło 2265 mieszkańców.